# Plered
Plered était la capitale du sultanat de Mataram sur l'île de Java de 1647 à 1680. La fondation de la ville est décidée par Sultan Agung (r. 1613-1646) et la construction commence en 1644. Amangkurat Ier y installe la cour en 1647. Abandonnée par la cour sous Amangkurat II en 1680, la ville a perdu peu à peu son importance jusqu'à disparaître. Il n'en reste actuellement que quelques vestiges. La ville se situait entre Yogyakarta et Imogiri.

## Histoire

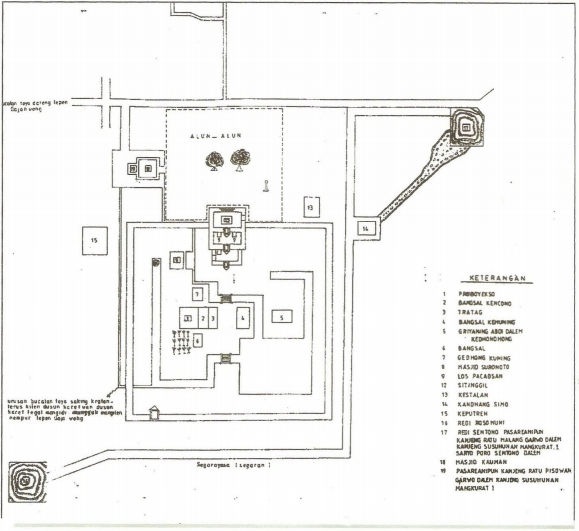
Plan du kraton (palais royal) de Plered

La cour de Sultan Agung (r. 1613-1646) siégeait à Karta. En 1634, un incendie dramatique se propage dans la partie privée du palais et Sultan Agung décide de faire construire la cité de Plered pour en faire sa nouvelle capitale. Le gouverneur général des Indes néerlandaises Rijcklof van Goens visite Plered du temps du Sultan Agung,. Les travaux de construction commencent en 1644 par la réalisation des canaux d'irrigations des rizières qui utilise les eaux de l'Opak. Afin d'avoir suffisamment d'eau pour les cultures, un barrage est construit sur l'Opak dans les années 1650, mais il ne tiendra que jusqu'en 1660. Une mosquée en brique est construite en 1652. Les travaux sur la ville continuent jusqu'en 1663. 
La cour d'Amangkurat Ier est très agitée par de nombreuses dissensions internes et en 1674, éclate une guerre contre le prince madurais Trunajaya et ses alliés, le propre fils d'Amangkurat qui deviendra Amangkurat II et la Compagnie néerlandaise des Indes orientales. Amangkurat Ier meurt en 1677 et son fils prend sa place. Il établit sa capitale à Kartasura en 1680,.

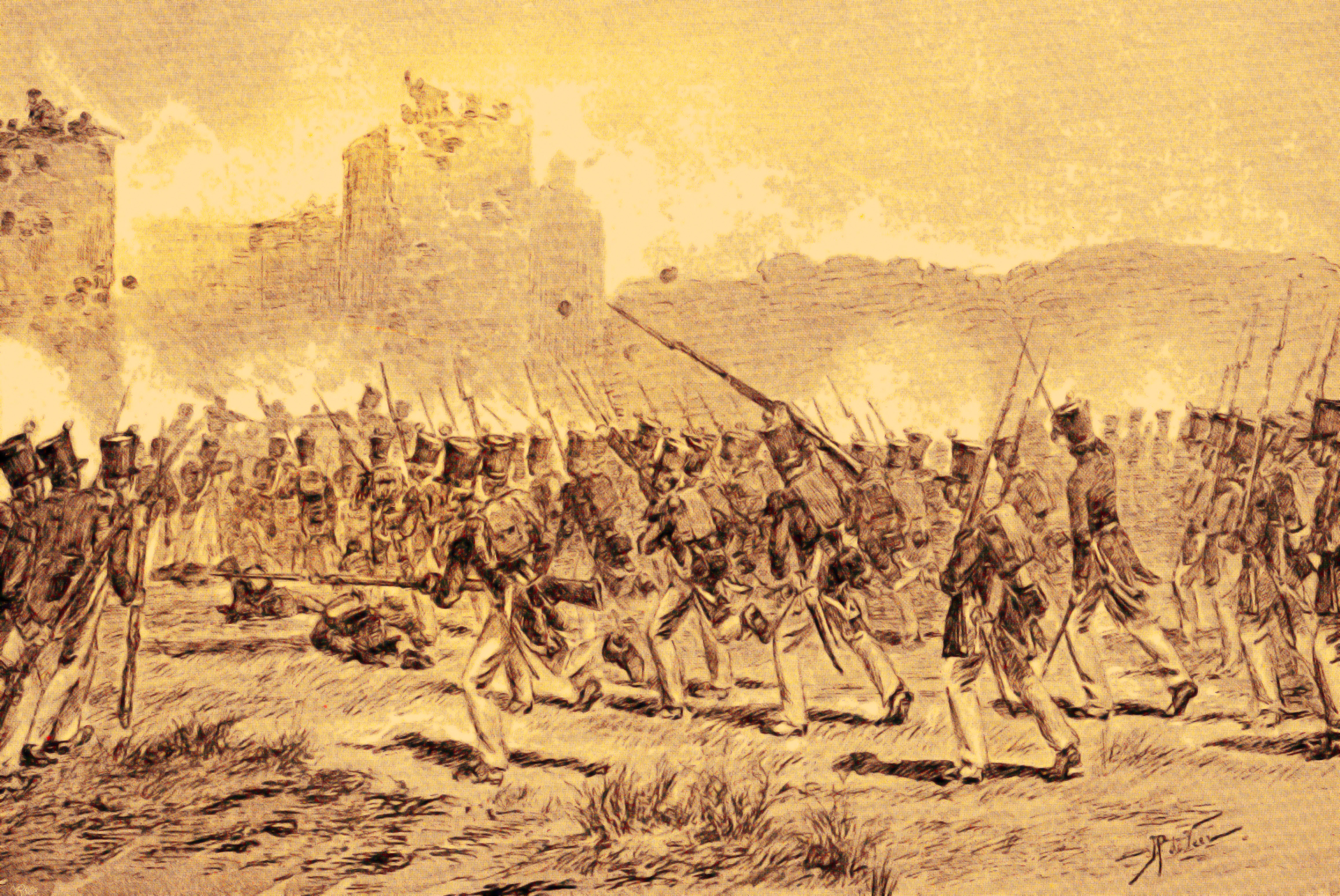
L'assault de Plered lors de la guerre de Java

Plered reste une ville importante, comme le prouve la carte de Java de François Valentijn, publiée en 1726, où la ville est plus grande que Kartasura. Elle est utilisée comme base militaire par Diponegoro pour reprendre le contrôle d'Imogiri lors de la guerre de Java (1825-1830). Les Hollandais menés par le général Van Geen prennent la ville en avril 1826, récupèrent armes et vivres, puis se retirent. Diponegoro récupère la ville après le départ des forces hollandaises et la fait fortifier. Le 9 juin 1826, les Hollandais assiègent la ville, percent les remparts et engagent le combat. Plered est pillée.
Plered décline rapidement. En 1889, G.P. Rouffaer cartographie l'île et ne retrouve plus que des ruines de l'ancienne capitale.

## Urbanisme
La ville contenait un kraton de 3 hectares, un alun-alun avec des banians (waringin) dont un est encore existant en 1989 et deux mosquées. Plusieurs vestiges de bâtiments restent à identifier. 